# Sun City (Kalifornien)
Sun City ist ein ehemaliger Census-designated place im Riverside County im US-Bundesstaat Kalifornien, Vereinigte Staaten. Zusammen mit den Census-designated places Menifee, Quail Valley, Paloma Valley und Teilen von Romoland wurde Sun City am 1. Oktober 2008 zur City of Menifee zusammengelegt.

## Geografie
Sun City lag im Westen des Riverside Countys in Kalifornien, USA. Der Ort hatte 17.773 Einwohner (Stand: 2000) und dehnte sich auf eine Fläche von 20,2 km² aus. In nördlicher Richtung lag Perris. Eine wichtige Verkehrsanbindung stellte die Interstate 215 dar.

## Geschichte
Der Ort wurde als Planstadt für Bewohner über 55 Jahren konzipiert. Er umfasste zwei Golfplätze, zwei Erholungszentren mit Tennisplätzen und Schwimmbecken sowie ein Einkaufszentrum mit kleinen Geschäften.
Sun City wurde 1960 zusammen mit drei anderen Sun Citys in Kalifornien gebaut. Sun Citys sind Städte für Rentner, die von Del Webb ins Leben gerufen wurden.
In den 1980er und 1990er Jahren konnte Sun City vom Bau des Nachbarortes Menifee im Südosten profitieren. Das Gebiet befand sich 2005 noch in der Entwicklung.
Am 3. Juni 2008 entschieden sich die Bewohner der Census-designated places Sun City, Menifee, Quail Valley, Paloma Valley und Teilen von Romoland, ihre Heimatorte zur City of Menifee zusammenzulegen. Diese Änderung ist seit dem 1. Oktober 2008 wirksam.

## Politik
Sun City war Teil des 37. Distrikts im Senat von Kalifornien, der momentan von der Republikanerin Mimi Walters vertreten wird, und dem 65. Distrikt der California State Assembly, vertreten von der Demokratin Sharon Quirk-Silva. Des Weiteren gehörte Sun City Kaliforniens 49. Kongresswahlbezirk an, der einen Cook Partisan Voting Index von R+5 hat und vom Republikaner Darrell Issa vertreten wird.
Das ehemalige Sun City stellt zusammen mit dem gesamten Menifee Valley eine streng konservative und republikanische Region im südkalifornischen Inland Empire dar. 
Von 2001 bis 2007 wurde das Gebiet um Sun City schwer von der Immobilienkrise in den USA getroffen.